# Elitserien (pallavolo maschile)
La Elitserien è la massima serie del campionato svedese di pallavolo maschile: al torneo partecipano undici squadre di club svedesi e la squadra vincitrice si fregia del titolo di campione di Svezia.

## Albo d'oro
| Anno             | Podio          | Podio          | Podio          |
| Campione         | Seconda        | Terza          |                |
| ---------------- | -------------- | -------------- | -------------- |
| 1961-62 Dettagli | Kolbäcks VK    | -              | -              |
| 1962-63 Dettagli | Kolbäcks VK    | -              | -              |
| 1963-64 Dettagli | Kallhälls BK   | -              | -              |
| 1964-65 Dettagli | Kolbäcks VK    | -              | -              |
| 1965-66 Dettagli | Lidingö        | -              | -              |
| 1966-67 Dettagli | Lidingö        | -              | -              |
| 1967-68 Dettagli | Lidingö        | -              | -              |
| 1968-69 Dettagli | Lidingö        | -              | -              |
| 1969-70 Dettagli | Lidingö        | -              | -              |
| 1970-71 Dettagli | Lidingö        | -              | -              |
| 1971-72 Dettagli | Lidingö        | -              | -              |
| 1972-73 Dettagli | Lidingö        | -              | -              |
| 1973-74 Dettagli | Lidingö        | -              | -              |
| 1974-75 Dettagli | Lidingö        | -              | -              |
| 1975-76 Dettagli | Lidingö        | -              | -              |
| 1976-77 Dettagli | Lidingö        | -              | -              |
| 1977-78 Dettagli | Lidingö        | -              | -              |
| 1978-79 Dettagli | Lidingö        | -              | -              |
| 1979-80 Dettagli | Lidingö        | -              | -              |
| 1980-81 Dettagli | Lidingö        | -              | -              |
| 1981-82 Dettagli | Floby          | -              | -              |
| 1982-83 Dettagli | Progona VBK    | -              | -              |
| 1983-84 Dettagli | Sollentuna     | -              | -              |
| 1984-85 Dettagli | Sollentuna     | -              | -              |
| 1985-86 Dettagli | Sollentuna     | -              | -              |
| 1986-87 Dettagli | Lidingö        | -              | -              |
| 1987-88 Dettagli | Sollentuna     | -              | -              |
| 1988-89 Dettagli | Kungälvs       | -              | -              |
| 1989-90 Dettagli | Lidingö        | -              | -              |
| 1990-91 Dettagli | Kungälvs       | -              | -              |
| 1991-92 Dettagli | Kungälvs       | -              | -              |
| 1992-93 Dettagli | Kungälvs       | -              | -              |
| 1993-94 Dettagli | Uppsala VBS    | -              | -              |
| 1994-95 Dettagli | Hylte          | -              | -              |
| 1995-96 Dettagli | Hylte          | -              | -              |
| 1996-97 Dettagli | Floby          | -              | -              |
| 1997-98 Dettagli | IKS Umeå       | -              | -              |
| 1998-99 Dettagli | Örkelljunga    | -              | -              |
| 1999-00 Dettagli | Hylte          | -              | -              |
| 2000-01 Dettagli | Hylte          | Örkelljunga    | -              |
| 2001-02 Dettagli | Örkelljunga    | -              | -              |
| 2002-03 Dettagli | Örkelljunga    | Vingåkers      | -              |
| 2003-04 Dettagli | Örkelljunga    | Sollentuna     | -              |
| 2004-05 Dettagli | Hylte          | Tierp          | -              |
| 2005-06 Dettagli | Hylte          | Falkenbergs    | -              |
| 2006-07 Dettagli | Falkenbergs    | Hylte          | Tierp          |
| 2007-08 Dettagli | Falkenbergs    | Sollentuna     | Vingåkers      |
| 2008-09 Dettagli | Falkenbergs    | Örkelljunga    | Hylte          |
| 2009-10 Dettagli | Linköpings     | Falkenbergs    | Sollentuna     |
| 2010-11 Dettagli | Falkenbergs    | Sollentuna     | Örkelljunga    |
| 2011-12 Dettagli | Linköpings     | Falkenbergs    | Örkelljunga    |
| 2012-13 Dettagli | Hylte/Halmstad | Falkenbergs    | -              |
| 2013-14 Dettagli | Falkenbergs    | Linköpings     | -              |
| 2014-15 Dettagli | Linköpings     | Falkenbergs    | -              |
| 2015-16 Dettagli | Falkenbergs    | Linköpings     | Hylte/Halmstad |
| 2016-17 Dettagli | Linköpings     | Falkenbergs    | Örkelljunga    |
| 2017-18 Dettagli | Hylte/Halmstad | Linköpings     | Örkelljunga    |
| 2018-19 Dettagli | Linköpings     | Hylte/Halmstad | Falkenbergs    |
| 2019-20 Dettagli | Non assegnato  | Non assegnato  | Non assegnato  |
| 2020-21 Dettagli | Hylte/Halmstad | Falkenbergs    | Sollentuna     |
| 2021-22 Dettagli | Hylte/Halmstad | Falkenbergs    | Floby          |
| 2022-23 Dettagli | Hylte/Halmstad | Habo           | Sollentuna     |
| 2023-24 Dettagli | Hylte/Halmstad | Floby          | Lunds          |

## Palmarès
| Squadra               | Titolo | Stagione |
| --------------------- | ------ | --- |
| Lidingö               | 18     | 1965-66, 1966-67, 1967-68, 1968-69, 1969-70, 1970-71, 1971-72, 1972-73, 1973-74, 1974-75, 1975-76, 1976-77, 1977-78, 1978-79, 1979-80, 1980-81, 1986-87, 1989-90 |
| Hylte/ Hylte/Halmstad | 12     | 1994-95, 1995-96, 1999-00, 2000-01, 2004-05, 2005-06, 2012-13, 2017-18, 2020-21, 2021-22, 2022-23, 2023-24                                                       |
| Falkenbergs           | 6      | 2006-07, 2007-08, 2008-09, 2010-11, 2013-14, 2015-16 |
| Linköpings            | 5      | 2009-10, 2011-12, 2014-15, 2016-17, 2018-19 |
| Sollentuna            | 4      | 1983-84, 1984-85, 1985-86, 1987-88 |
| Kungälvs              | 4      | 1988-89, 1990-91, 1991-92, 1992-93 |
| Kolbäcks VK           | 3      | 1961-62, 1962-63, 1964-65 |
| Örkelljunga           | 3      | 2001-02, 2002-03, 2003-04 |
| Floby                 | 2      | 1981-82, 1996-97 |
| Kallhälls BK          | 1      | 1963-64 |
| Progona VBK           | 1      | 1982-83 |
| Uppsala VBS           | 1      | 1993-94 |
| IKS Umeå              | 1      | 1997-98 |